# Ducat de Pavia
Ducat de Pavia fou un ducat longobard el territori del qual incloïa el Pavese i la capital Pavia, al mateix temps capital del regne llombard fins al 774, quan va ser conquerida pels francs després d'un setge que va durar nou mesos.
Pavia va esdevenir longobarda el 572 quan Alboí va sotmetre la resistència entre violència i devastació però no va ser immediatament erigida en la capital doncs Verona va ser preferida aquell mateix any; a la mort d'Alboí es van reunir tots els 35 ducs longobards a Pavia per elegir a Clef com a nou rei.
Els ducats de l'època estaven molt relacionat amb els comandants (ducs, que encapçalaven les farae, les famílies o clans militars) que s'estacionaven al territori, principalment a les antigues ciutats fortificades romanes, i és lògic suposar que el ducat de Pavia va tenir el seu origen el 572 i va tenir com a duc inicial a Zaban, que havia participat en la invasió d'Itàlia per Alboí,.